# Rudolf Ritschl

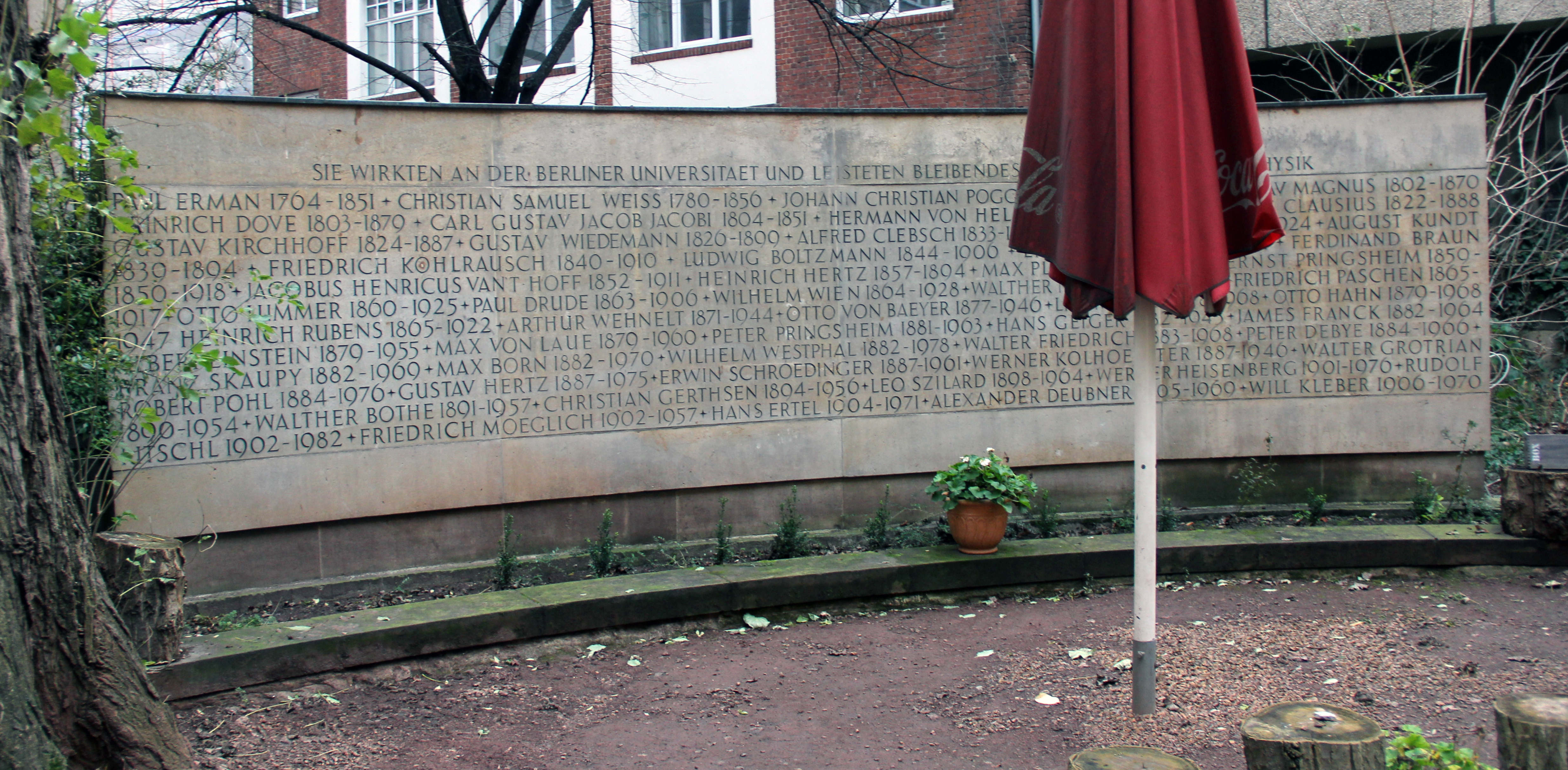
Gedenkstein für Physiker der Humboldt-Universität in der Invalidenstr. 110

Rudolf Ritschl (* 7. Dezember 1902 in Bonn; † 8. November 1982 in Berlin) war ein deutscher Physiker.

## Leben
Rudolf Ritschl war der Sohn des Theologieprofessors Otto Ritschl und Enkel von Albrecht Ritschl. Sein Bruder Hans Wilhelm Ritschl war Professor für Nationalökonomie und Soziologie in Basel und Hamburg.
Ritschl besuchte das Städtische Gymnasium in Bonn und studierte nach dem Abitur 1921 Mathematik, Physik und Chemie in Bonn, Freiburg und Göttingen. Seit 1921 war er Mitglied der Bonner Burschenschaft Alemannia. 1927 wurde er bei Heinrich Konen in Bonn über das Spektrum von Kupferhalogeniden promoviert (Über den Bau einer Klasse von Absorptionsspektren). Danach war er bis 1928 in Göttingen als Assistent von James Franck und danach an die Physikalisch-Technischen Reichsanstalt (PTR) in Berlin, wo er zunächst bei Friedrich Paschen war (und später als dessen Schüler galt) und ab 1933 bei Johannes Stark und später Abraham Esau. 1932 wurde er Regierungsrat. Er war seit 1933 Mitglied der SA und trat zum 1. März 1937 der NSDAP bei (Mitgliedsnummer 3.909.341). 1936 habilitierte er sich in Berlin, wurde 1937 Privatdozent für Experimentalphysik und 1942 außerplanmäßiger Professor. 1941 wurde er Mitglied der Physikalisch-Technischen Reichsanstalt. Im Zweiten Weltkrieg war er bis 1944 bei der Luftwaffe im Wetterdienst in Berlin tätig. 1945 wurde er Leiter des Spektroskopischen Labors der PTR, das nach Ronneburg in Thüringen ausgelagert war.
Nach dem Krieg arbeitete er in einer Arbeitsgruppe des Konstruktionsbüros der sowjetischen Kriegsmarine am Optischen Institut von Ernst Lau in Berlin-Karow. Daraus entstand 1948 das Optische Laboratorium der Berliner Akademie der Wissenschaften (ab 1957 Institut für Optik und Spektroskopie). Ritschl wurde 1949 dessen Direktor und blieb dies bis 1967. Während seiner Zeit wurden dort auch 1962 die ersten Laser-Versuche in der DDR durch den Meteorologen Kurt Lenz (* 1932) durchgeführt.
1949 wurde er kommissarischer Direktor und 1952 Direktor des 1. Physikalischen Instituts der Humboldt-Universität und 1952 ordentlicher Professor für Experimentalphysik. 1953 bis 1965 wurde er dort Fachrichtungsleiter für Physik. 1968 wurde er emeritiert.
Er befasste sich vor allem mit den Themen Spektroskopie, Hyperfeinstruktur und Kernmomente, Zeemaneffekt, Lumineszenz von Kristallen (Kristallphosphore), dünne Metallschichten. Seine Neubearbeitung der Tabelle der Linienspektren von Heinrich Kayser war ein Standardwerk.
Er war mit Robert Rompe Herausgeber der Zeitschrift Fortschritte der Physik. Er war an der Bearbeitung der Praktischen Physik von Kohlrausch und des Lehrbuchs der Physik von Ernst Grimsehl beteiligt.
1961 erhielt er die Verdienstmedaille der DDR und 1963 den Vaterländischen Verdienstorden in Bronze.

## Schriften
- Über den Bau einer Klasse von Absorptionsspektren, Berlin 1927.
- mit Heinrich Kayser: Tabelle der Hauptlinien der Linienspektren aller Elemente nach Wellenlänge, Springer 1939, Neuauflage 1968
- Fünf Vorträge über Spektroskopie, Berlin 1958.
- Emissionsspektroskopie, Berlin 1964.